# Leichtathletik-Weltmeisterschaften 2019/Teilnehmer (Simbabwe)
| Gelbes Symbol für Goldmedaillen mit stilisierten Olympischen Ringen | Graues Symbol für Silbermedaillen mit stilisierten Olympischen Ringen | Braundes Symbol für Bronzemedaillen mit stilisierten Olympischen Ringen |
| ------------------------------------------------------------------- | --------------------------------------------------------------------- | ----------------------------------------------------------------------- |
| —                                                                   | —                                                                     | —                                                                       |

Der Leichtathletikverband von Simbabwe nahm an den Leichtathletik-Weltmeisterschaften 2019 in Doha teil. Fünf Athletinnen und Athleten wurden vom simbabwischen Verband nominiert.

## Ergebnisse

### Frauen

#### Laufdisziplinen
| Athlet          | Disziplin | Vorlauf | Vorlauf | Halbfinale | Halbfinale | Finale    | Finale |
| Athlet          | Disziplin | Zeit    | Platz   | Zeit       | Platz      | Zeit      | Platz  |
| --------------- | --------- | ------- | ------- | ---------- | ---------- | --------- | ------ |
| Rutendo Nyahora | Marathon  |         |         |            |            | 2:52:33 h | 21     |

### Männer

#### Laufdisziplinen
| Athlet            | Disziplin | Vorlauf | Vorlauf | Halbfinale | Halbfinale | Finale    | Finale |
| Athlet            | Disziplin | Zeit    | Platz   | Zeit       | Platz      | Zeit      | Platz  |
| ----------------- | --------- | ------- | ------- | ---------- | ---------- | --------- | ------ |
| Munyaradzi Jari   | Marathon  |         |         |            |            | 2:23:34 h | 47     |
| Isaac Mpofu       | Marathon  |         |         |            |            | 2:29:24 h | 52     |
| Ngonidzashe Ncube | Marathon  |         |         |            |            | 2:18:42 h | 34     |

#### Sprung/Wurf
| Athlet            | Disziplin  | Qualifikation | Qualifikation | Finale     | Finale |
| Athlet            | Disziplin  | Weite/Höhe    | Platz         | Weite/Höhe | Platz  |
| ----------------- | ---------- | ------------- | ------------- | ---------- | ------ |
| Chengetayi Mapaya | Dreisprung | 16,36 m       | 25            | DNQ        | DNQ    |